# Dear God (XTC)
Dear God (Caro Dio) è una canzone del gruppo britannico XTC composta da Andy Partridge.

## Il singolo e le multiple versioni dell'album Skylarking
Inizialmente la canzone non era nemmeno inclusa nel contemporaneo album Skylarking degli XTC, era solo il lato B del singolo "Grass" uscito nel giugno 1986, ma il successo della canzone fu tale che la Geffen Records decise di farla uscire come singolo il 1º giugno 1987 e di inserirla nell'album Skylarking, che quindi esiste in tre versioni:
- Versione 1, la prima: Skylarking senza Dear God
- Versione 2, versione americana: Skylarking con Dear God al posto di Mermaid Smiled
- Versione 3, versione canadese e britannica della Caroline Records: Skylarking versione 1 + Dear God aggiunta alla fine

## Polemiche
Già a partire dalla copertina scelta per il singolo (una mano crocefissa con una stilografica al posto del classico chiodo) sono evidenti i temi religiosi della canzone, una lettera immaginaria che l'autore Andy Partridge scrive a Dio. I primi e gli ultimi versi sono cantati da una bambina di 8 anni, Jasmine Veillette, figlia di un amico di Todd Rundgren (il produttore di Skylarking).
A causa anche del suo testo accusato di ateismo, in cui Partridge esprimeva forti dubbi sulla benevolenza se non proprio sull'esistenza di Dio, il singolo è stato rifiutato in Inghilterra e negli Stati Uniti in molti negozi che temevano ritorsioni religiose. Ha suscitato infatti tante e tali controversie che la Geffen Records decise di ritirare il singolo dal mercato, che comunque raggiunse la posizione nº 37 della Billboard Mainstream Rock Tracks.

## Il testo
A quanto ha raccontato lo stesso Partridge in una intervista, l'idea del testo gli venne dopo aver visto dei libri per bambini con lo stesso titolo.

## Il video
Il video fu girato (come per Grass) da Nick Brandt ed entrò nelle nomination di Miglior Regista, Miglior Realizzazione e Miglior Innovazione del MTV Video Music Awards nel 1987.

## Cover
- Sarah McLachlan ha cantato Dear God nell'album tributo A Testimonial Dinner: The Songs of XTC, e più tardi l'ha inclusa nel suo album Rarities, B-Sides and Other Stuff
- Anche Tricky ne incise una sua versione nell'album Vulnerable
- Shootyz Groove l'ha registrata per il suo album High Definition
- I Lawless ne hanno fatto una loro versione, con Sidney Wayser nel 2016, nel loro album omonimo.

## Curiosità
Il comico australiano John Safran nel suo show John Safran vs. God citava Dear God dopo aver bussato alle porte di alcune famiglie di Mormoni degli Utah, stato americano a forte concentrazione di mormoni, tentando di convertirli all'ateismo come risposta all'essere continuamente svegliato da missionari mormoni.
Il brano è stato utilizzato come colonna sonora del trailer italiano della serie TV di Amazon Prime Video, American Gods.